# Дымовой люк
Дымовой люк — специальное устройство, служащее для выпуска дыма и газов при пожаре.
Дымовой люк — автоматически и дистанционно управляемое устройство, перекрывающее проемы в наружных ограждающих конструкциях помещений, защищаемых вытяжной противодымной вентиляцией с естественным побуждением тяги.
Состоит из собственно люка, закрывающих клапанов и системы приводов с лебедками и противовесами.